# Убийство в чужом городе
«Убийство в чужом городе» (англ. Picture Claire) — американский кинофильм 2001 года, главные роли в котором исполнили Джина Гершон, Джульетт Льюис и Микки Рурк.

## Сюжет
Клэр Беокэдж из города Монреаль теряет все своё имущество, когда её квартира сгорает в огне. Она решает отправиться в Торонто, чтобы переехать в дом своего друга, фотографа Билли Стюарта. Так как она говорит только на французском языке, её задерживает по ошибке полиция как Лили Уорден, принимая за женщину, которая задушила контрабандиста в кафе. Полицейские преследуют Клэр, которая не понимает, что происходит, в то время как два преступника-садиста преследуют Лили, которая по иронии судьбы является соседкой Билли со второго этажа.

## В ролях
| Актёр            | Роль         |
| ---------------- | ------------ |
| Джульетт Льюис   | Клэр Беокэдж |
| Джина Гершон     | Лили Уорден  |
| Микки Рурк       | Эдди         |
| Каллум Кит Ренни | Лэрэми       |
| Питер Стеббингс  | Калвер       |
| Келли Хармс      | Билли        |